# Tholera hilaris
Tholera hilaris är en fjärilsart som beskrevs av Otto Staudinger 1901. Tholera hilaris ingår i släktet Tholera och familjen nattflyn. Inga underarter finns listade i Catalogue of Life.